# Wümbachtalbrücke
Die Wümbachtalbrücke ist eine 570 m lange zweigleisige Eisenbahnüberführung der Schnellfahrstrecke Nürnberg–Erfurt zwischen den Streckenkilometern 155,441 und 156,011. Die im Grundriss gekrümmte Balkenbrücke liegt im Thüringer Wald in dem zu Ilmenau gehörenden Ortsteil Gräfinau-Angstedt und überspannt den Wümbach mit seinen Fischteichen und die Landstraße von Wümbach nach Gräfinau-Angstedt in einer Höhe von maximal 45 m über Grund. 
Sie wurde zwischen den Jahren 2003 und 2005 erbaut, die Kosten betrugen ungefähr 12 Millionen Euro.

## Unterbauten

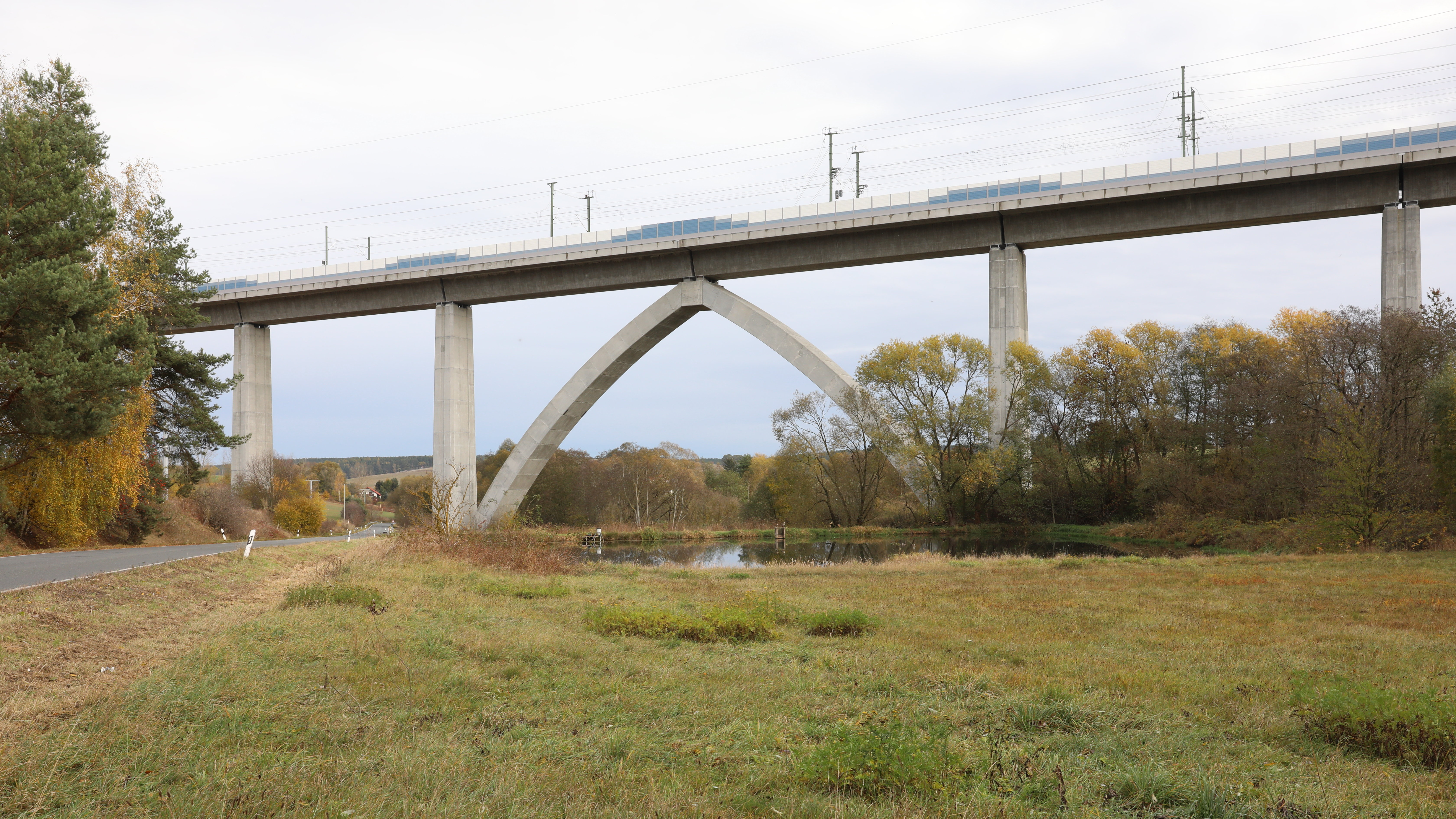
Mittelteil

In der Entwurfsplanung war eine Kette von Einfeldträgern mit einem Rahmentragwerk in Brückenmitte, dessen Stiele V-förmig ausgebildet sind (wie bei der Talbrücke Weißenbrunn am Forst), vorgesehen worden. Zur Ausführung kam in Brückenmitte ein Sonderentwurf mit einem bogenförmig gestalteten A-Bock mit einer Stützweite von 88 m. Dieser ist der Festpunkt der Brücke und leitet insbesondere die Längskräfte infolge Bremsen aus dem Überbau in den Baugrund ab. Der A-Bock hat einen Hohlquerschnitt aus Stahlbeton und ist gemeinsam mit den nächsten Pfeilern auf einem Pfahlkopffundament mit Großbohrpfählen gegründet.
Die rechteckigen maximal 40 m hohen Stahlbetonpfeiler haben eine Flachgründung und bestehen aus einem Hohlkastenquerschnitt. Sie verjüngen sich mit einem Anzug von 70:1 nach oben. Trotz einer starken Abschrägung der Pfeilerkanten und Profilierung der Seitenflächen liegt allerdings aufgrund der im Verhältnis zur Höhe engen Pfeilerstellung sowie der großen Pfeilerbreite eine gestalterisch wenig ansprechende Konstruktion vor.

## Überbau

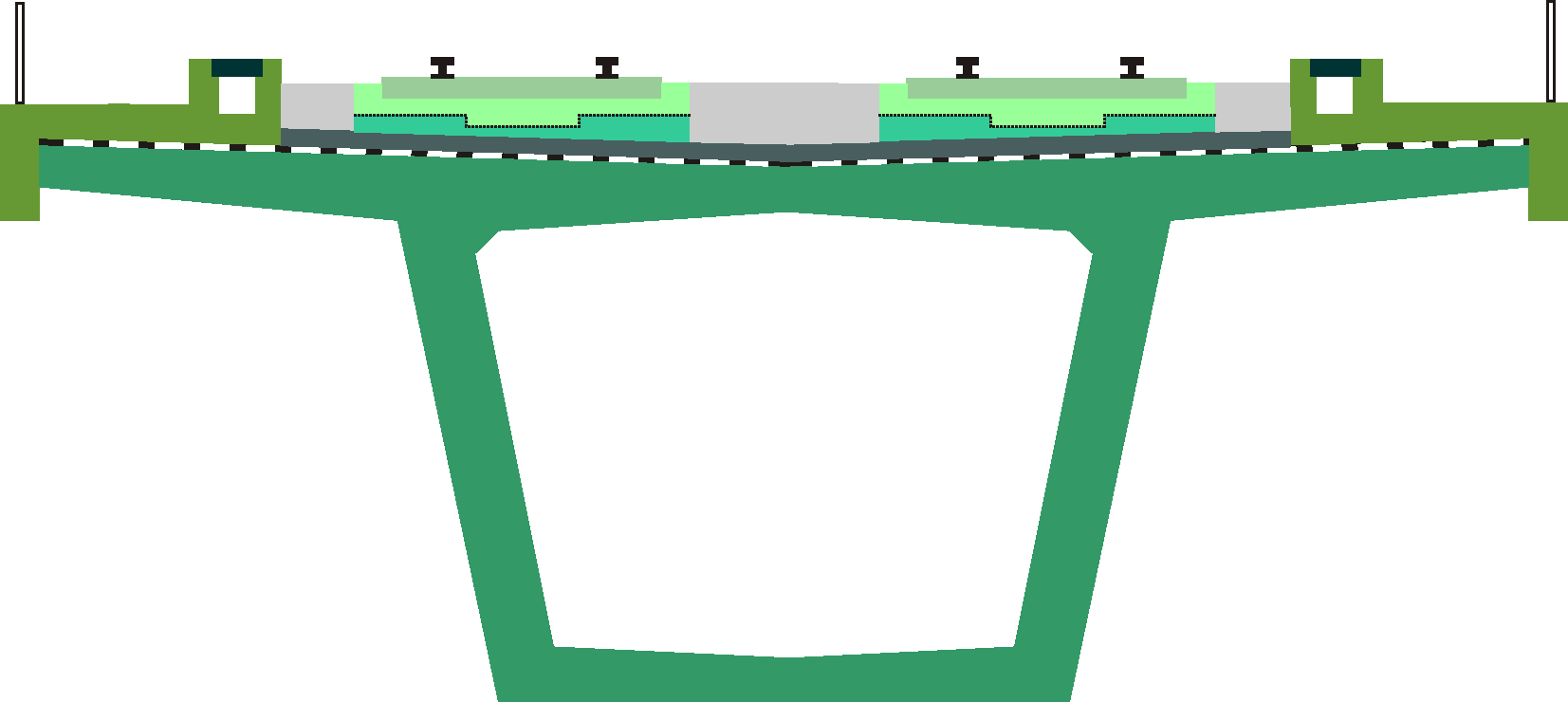
Querschnitt Überbau

Der Überbau besteht aus einer Kette von 13 Einfeldträgern. Dadurch ist der spätere Austausch einzelner Brückensegmente möglich. Die Querschnittsform ist ein einzelliger Stahlbetonhohlkasten mit geneigten Stegen, in Längsrichtung vorgespannt. Zusätzlich ist die Fahrbahnplatte in Querrichtung vorgespannt. Bei einer Überbaubreite von 14 m betragen die Stützweiten 43 m + 11 × 44 m + 43 m. Die konstante Konstruktionshöhe von 4,0 m (1/11 der Stützweite) ist aufgrund der erforderlichen Steifigkeit zur Durchbiegungsbegrenzung relativ hoch.

## Ausführung
Der A-Bock wurde im Freivorbau mit zwei Hilfsabstützungen in 18 Abschnitten zu je drei Meter Länge pro Hälfte errichtet. Der Überbau wurde feldweise mit einem Vorschubgerüst im Zwei-Wochen-Takt betoniert.